# Dora (Sängerin)
Dora (* 20. Mai 1966 in Lissabon; eigentlich Dora Maria Reis Dias de Jesus) ist eine portugiesische Sängerin.

## Leben und Wirken
Sie vertrat Portugal zweimal beim Grand Prix Eurovision. 1986 belegte sie mit dem Lied Não sejas mau para mim den 14. Platz, 1988 mit dem Lied Voltarei den 18. Platz.
Im Februar 2013, im Alter von 46 Jahren, posierte sie nackt für den Playboy Portugal in einem Fotoshooting der Fotografin Ana Dias.